# El Morro National Monument
Le monument national El Morro (anglais : El Morro National Monument) est une aire protégée des États-Unis située dans l'État du Nouveau-Mexique. Le monument préserve les vestiges d’un site pueblo préhistorique au sommet d’un grand promontoire de grès avec un bassin d’eau à sa base, qui est devenu par la suite un point de repère où, au fil des siècles, les explorateurs et les voyageurs ont laissé des inscriptions personnelles qui survivent aujourd’hui.

## Histoire
Entre 1275 et 1350 après J.-C., jusqu’à 600 personnes de la culture ancestrale Pueblo vivaient dans le village pueblo. Avec sa source d’eau semblable à une oasis, El Morro a servi de lieu de repos naturel à de nombreux voyageurs à travers la région autrement aride et désolée, dont beaucoup ont laissé leurs signatures, leurs noms, leurs dates et les récits de leurs randonnées dans les parois de la falaise de grès. Alors que certaines des inscriptions sont maintenant effacées par le temps, il y en a encore beaucoup qui peuvent être vues aujourd’hui et restent lisibles, certaines datant du XVIIe siècle. Les pétroglyphes et les sculptures réalisés à proximité par les Pueblos ancestraux ont été inscrits des siècles avant l’arrivée des Européens. El Morro a été désigné monument national par le président Theodore Roosevelt le 8 décembre 1906 et a été ajouté au registre national des lieux historiques en 1966.

## Galerie

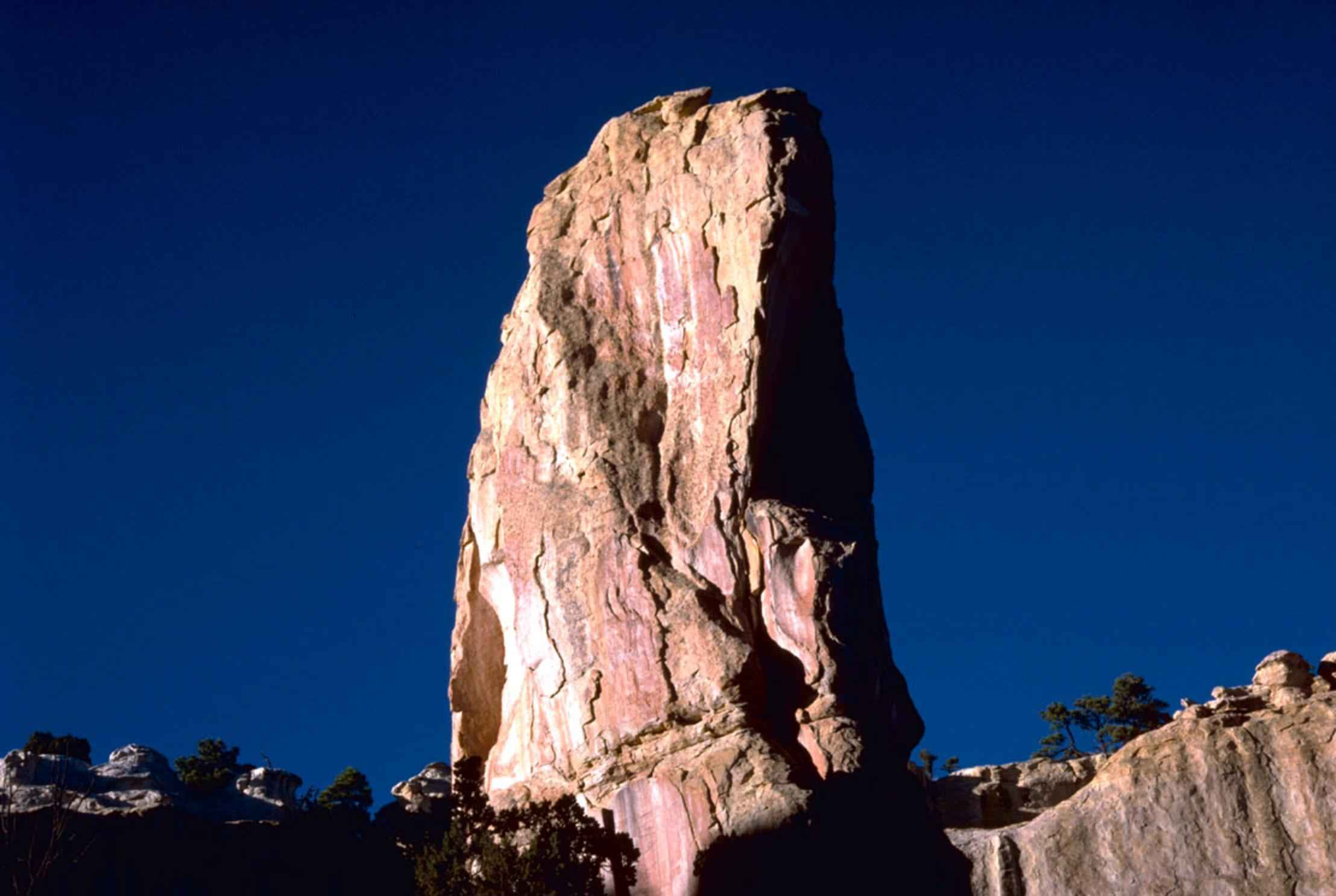
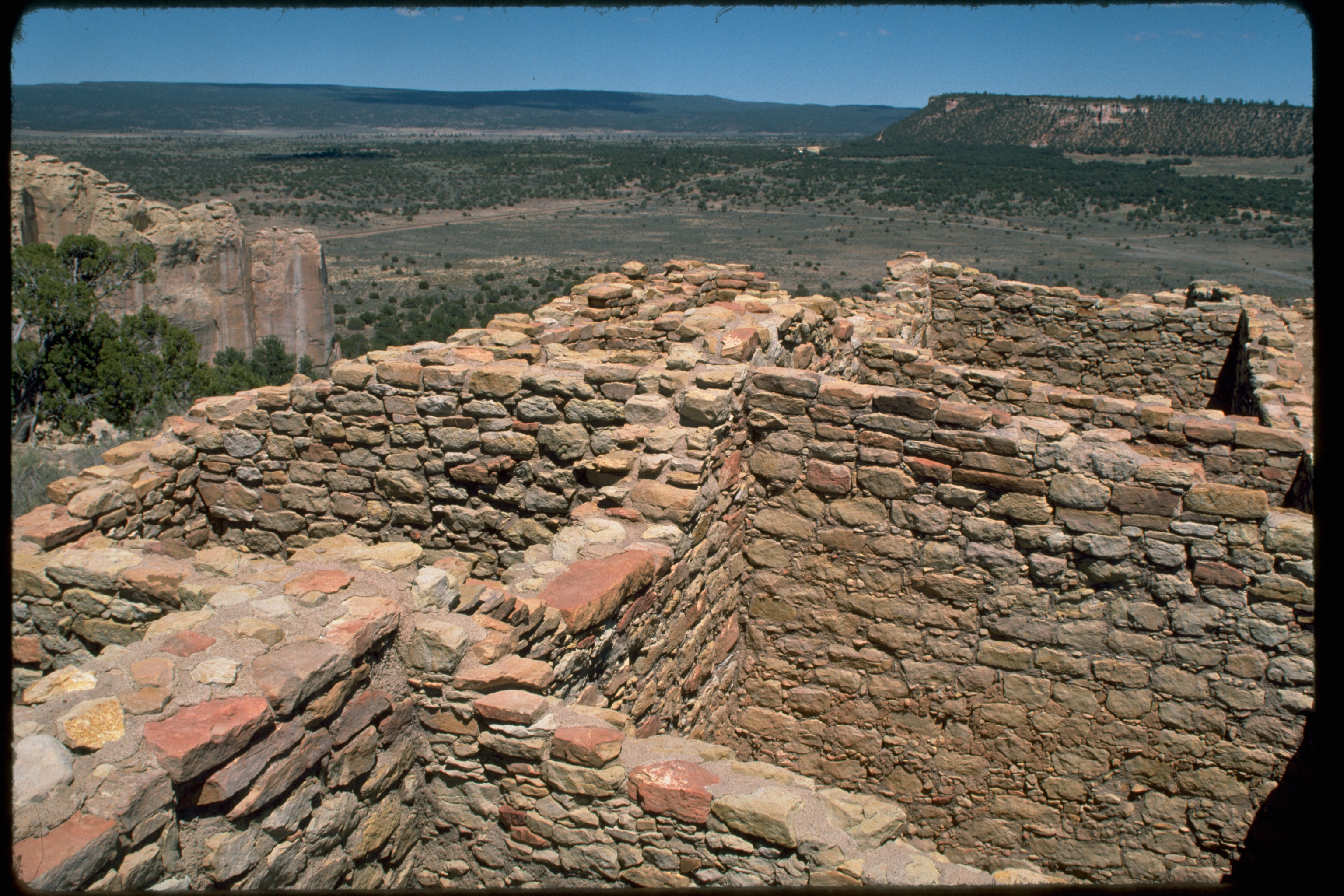
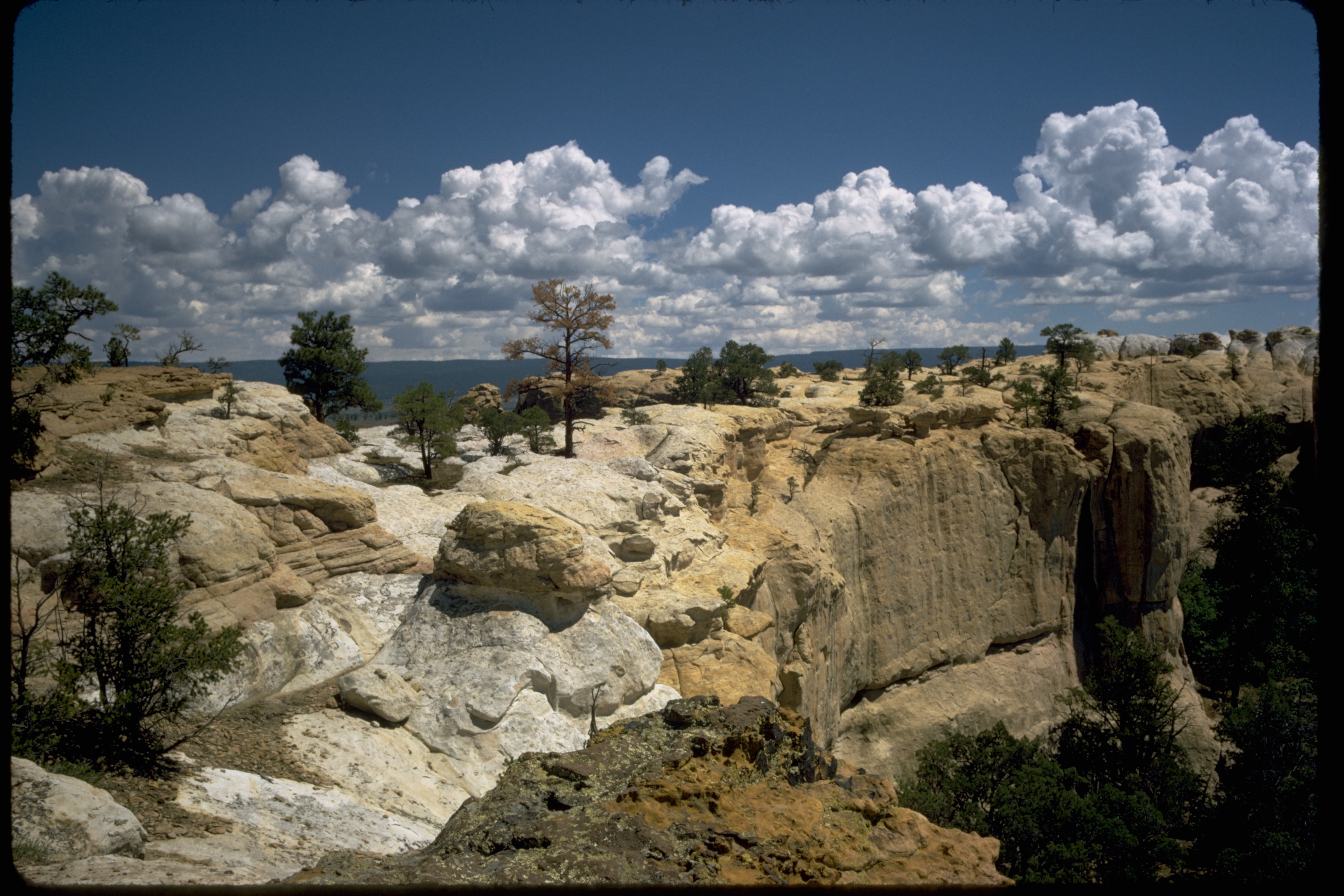
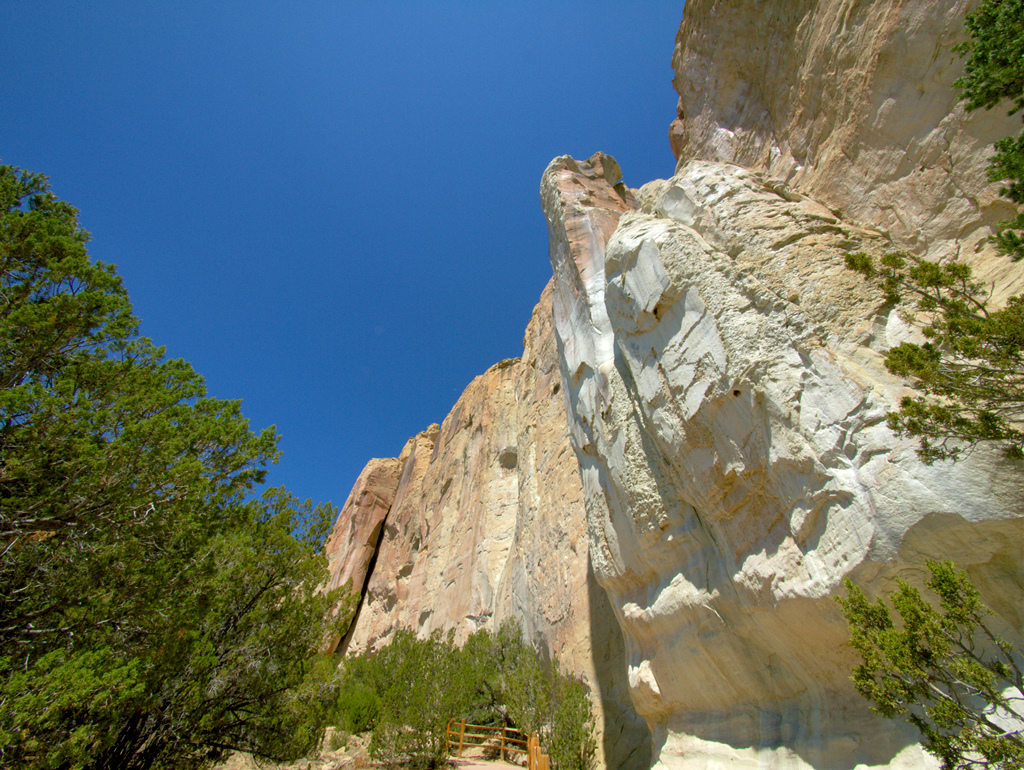
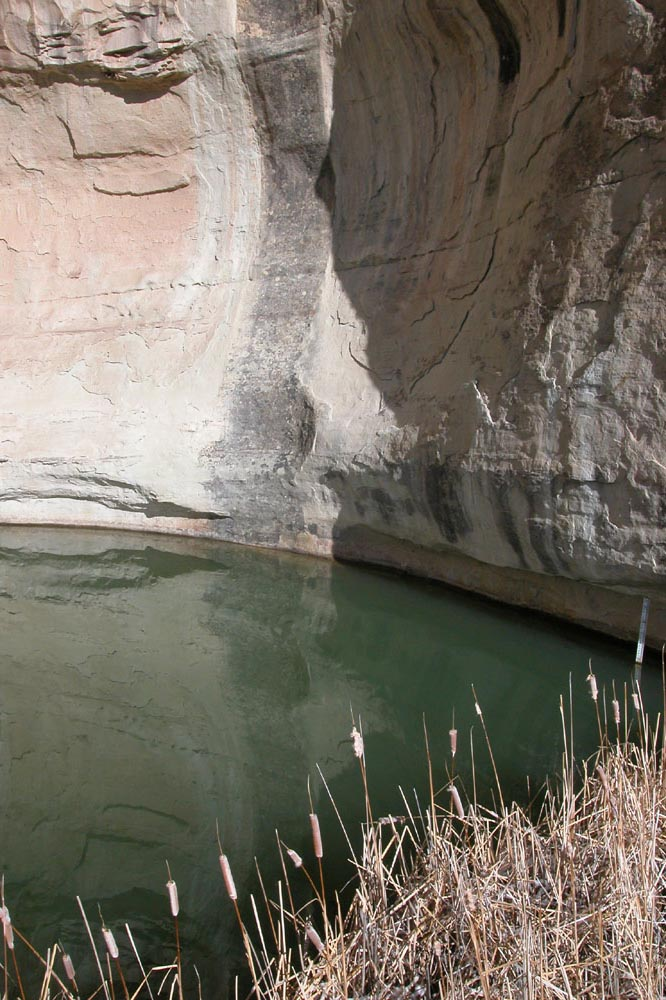
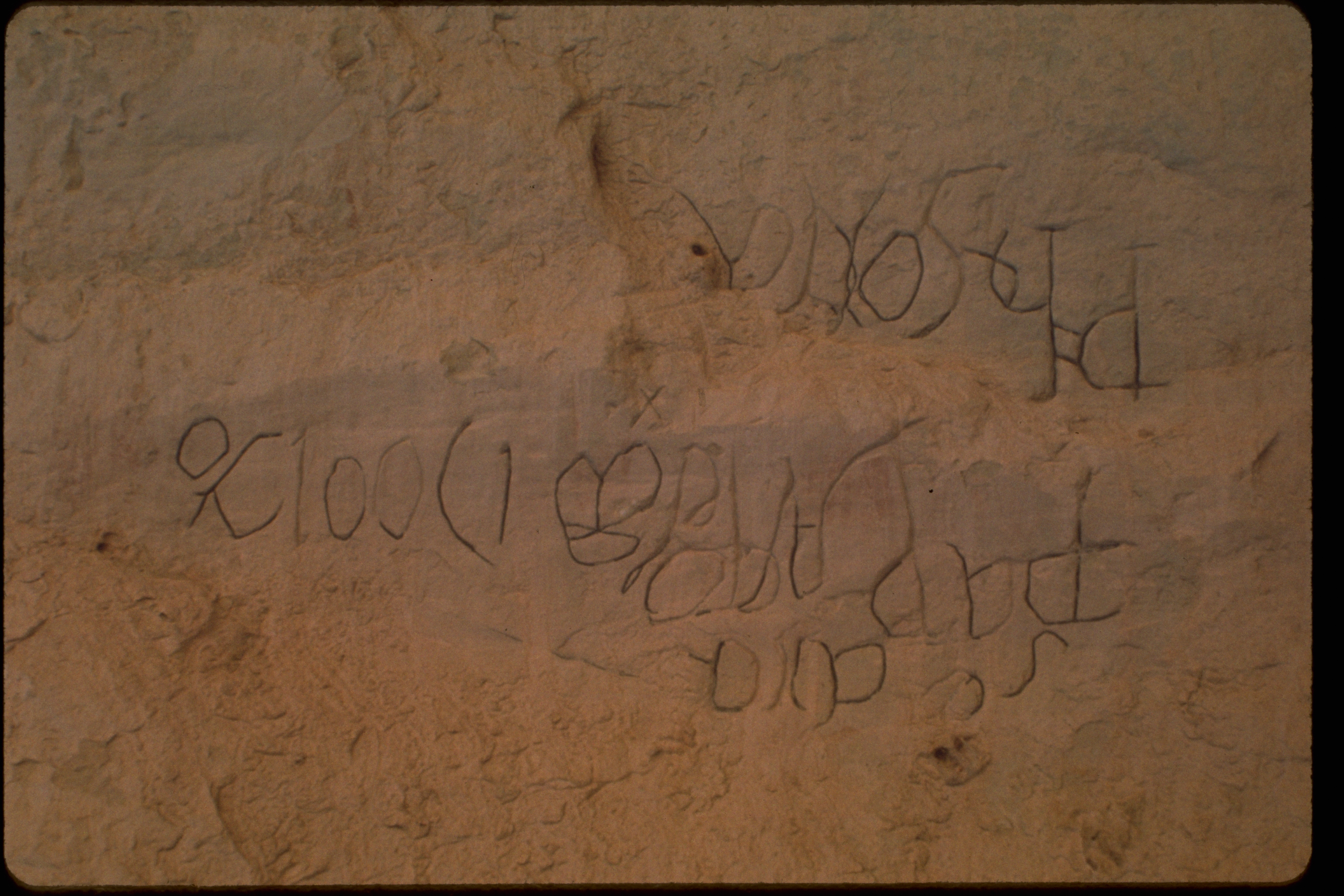